# 138 (số)
138 (một trăm ba mươi tám) là một số tự nhiên ngay sau 137 và ngay trước 139.